# Normal Mapping

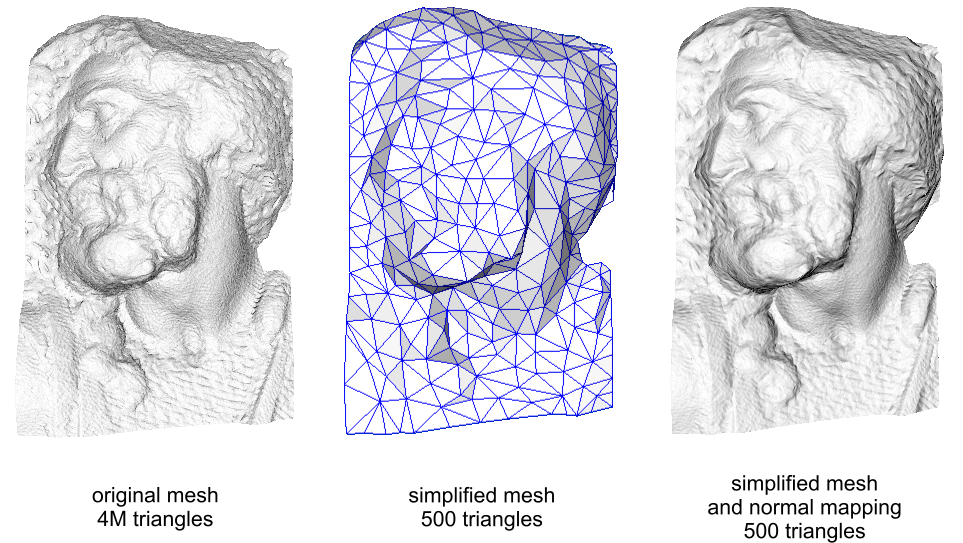
Normal Mapping-Schritte.

Normal Mapping (oder auch Dot3 bump mapping) ist ein Begriff aus der 3D-Computergrafik und wird dazu verwendet, größeren Detailreichtum in Schattierungen zu erzielen, ohne die Zahl der Polygone zu erhöhen.
Beim Normal Mapping werden die für die Beleuchtung relevanten Informationen über die Ausrichtung der Normalen von einem hoch auf ein niedrig aufgelöstes 3D-Modell übertragen. Das Detail der Oberfläche bleibt somit optisch erhalten. Sichtbar ist das niedrige Detail lediglich an der Silhouette, die noch immer der des niedrig aufgelösten Modells entspricht.
Häufig wird diese Technik im Bereich der Echtzeit-3D-Grafik (z. B. in Computerspielen) verwendet. Insbesondere für mehrere Lichtquellen wurde diese Technik durch die Einführung von Pixel-Shadern erleichtert (seit DirectX 9.0 bzw. OpenGL 1.5 bzw. als OpenGL-Erweiterungen).

## Nachteile
Normalmapping ist stark winkelabhängig. Je flacher man eine Oberfläche betrachtet, desto weniger wirkt die Normalmap. Bei einem Betrachtungswinkel von 0 Grad ist keine Wirkung mehr sichtbar.